# عروس العملاق
عروس العملاق (بالإنجليزية: The Titan's Bride)‏ هي سلسلة مانغا يابانية نشرت في 2019 وتم جمعها في 2 تانكوبون،تم عمل مسلسل أنمي عرض في 5 يوليو 2020.